# 菱脳
菱脳（りょうのう、英: Hindbrain）とは、脳の一部の発生学上の呼称。第四脳室の底にある菱形のへこみをかこむ部分をいう。菱形脳。 
脊椎動物の中枢神経系の一部を発達上に基づき分類した呼称で、延髄、橋、小脳に分化する。ともに重要な身体プロセスをサポートしている。 

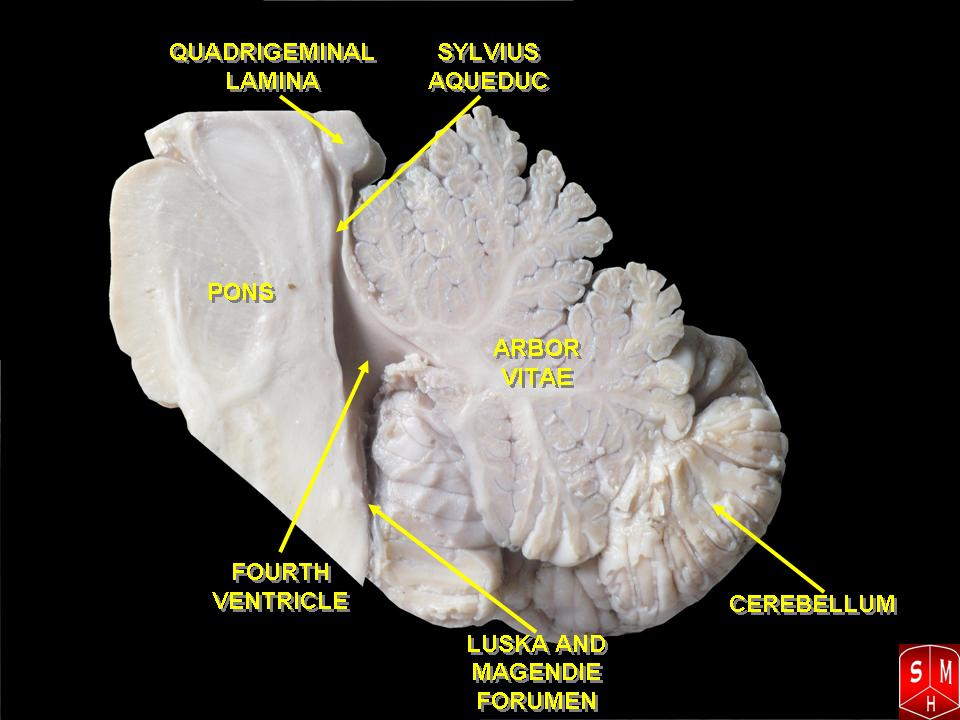
ロンベンセファロン

後脳は、ロンボメアと呼ばれるさまざまな数の横方向の腫脹に細分することができる。ヒト胚では、尾側から吻側まで8つのロンボメアが区別できる。Rh8-Rh1。吻側では、地峡は中脳との境界を画定する。 
尾側菱脳は一般に神経管閉鎖の開始部位と考えられてきた。
脳の発生の過程でできる脳胞の最も後方のふくらみであり、脊椎動物の脳の発生において、最初に現れてくる三つの膨大部(脳胞)の中で、最も後ろの後脳胞。のちに菱脳の前部からは小脳と橋（きよう）、後部からは延髄が分化してくる。菱脳の内腔は第四脳室と呼ばれる。えらに関係する神経が出入りして菱形（ひしがた）に膨らんでいるために菱脳と呼ばれる。哺乳類以外の菱脳の腹側表面には、哺乳類にみられる大脳皮質と関係した橋の基底部、錐体などは認められない。各機能区域は生活様式と関連して変異を示す。

## 後脳
Rhombomeres Rh3-Rh1は後脳を形成する。 
後脳は橋と小脳で構成され、以下を含む。
- 第4脳室の一部
- 三叉神経（CN V）
- 外転神経（CN VI）
- 顔面神経（CN VII）
- 前庭神経の一部（CN VIII）

## 髄脳
Rhombomeres Rh8-Rh4は髄脳を形成する。 
髄脳は成人の脳で延髄を形成する。以下を含む。
- 第四脳室の一部
- 舌咽神経（CN IX）
- 迷走神経（CN X）
- 副神経（CN XI）
- 舌下神経（CN XII）
- 前庭神経の一部（CN VIII）

## 進化
菱脳は、発現する遺伝子および脳と神経索の間の位置に関して、節足動物の脳（英: arthropod brain）としても知られる食道上神経節の一部と相同である。これに基づいて、菱脳は、5億7000万年前 - 5億5500万年前に、脊索動物と節足動物の最も近い共通祖先であるウルバイラテリアンで最初に進化したことが示唆されている。

## 菱脳疾患
稀な小脳の奇形に菱脳シナプスがある。小脳虫部が存在しないか、または部分的に形成することを特徴とし、症状には運動失調が含まれる場合がある。この障害は、ゴメス・ロペス・エルナンデス症候群の主な特徴である。 

## 追加画像

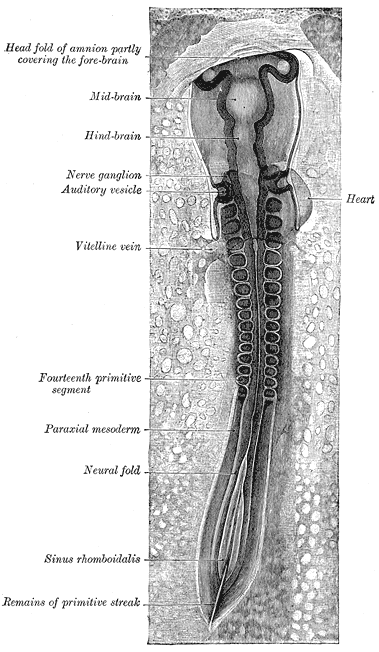
鶏の背側面から見た三〇から三時間のインキュベーションの胚、。 X 30。
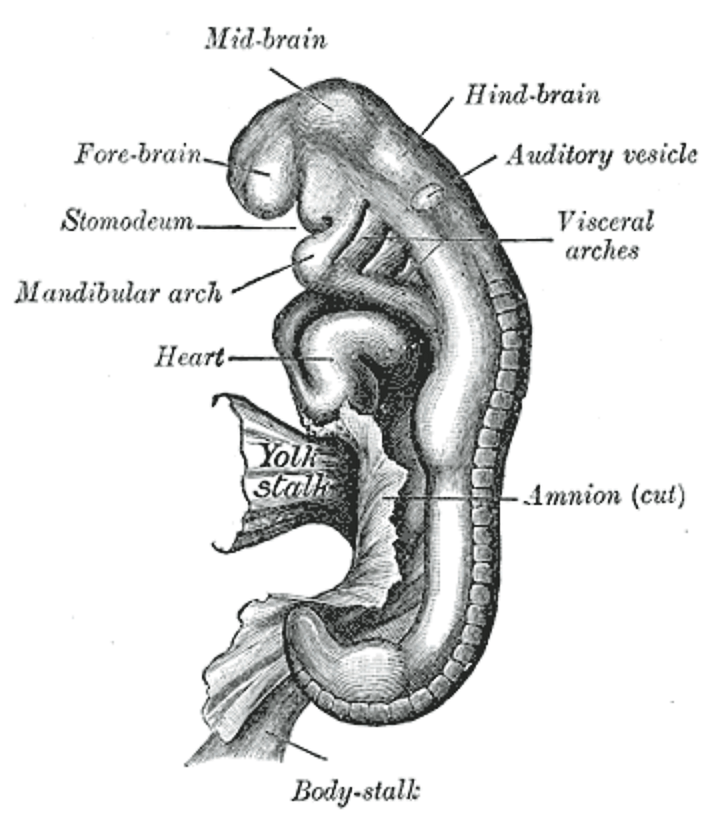
18 - 21日間のヒト胚。
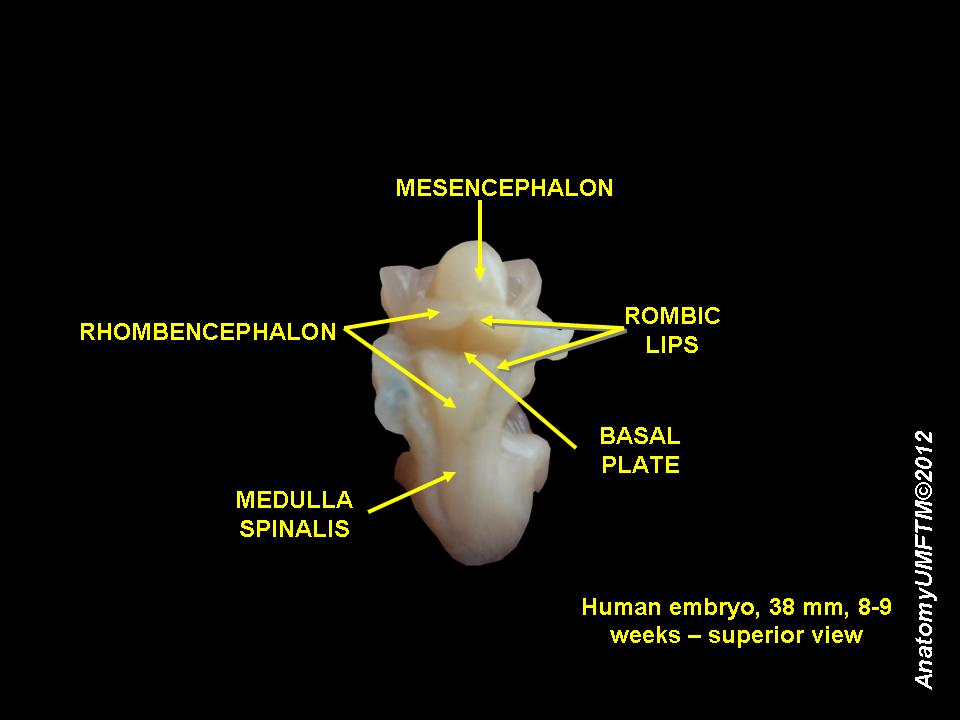
ヒト胚の菱脳

## 参照資料
- Haycock DE (2011). Being and Perceiving. Manupod Press. p. 41. ISBN 978-0-9569621-0-2
- ジゼルE.イシャク、ジェニファーC.デンプシー、デニスWWショー、ハンナタリー、マーガレットP.アダム、ペドロA.サンチェスララ、イアングラス、テッサC.ルー、キャスリーンJ.ミレン、ウィリアムB.ドビン、ダンドハティ;菱脳脳シナプス：中脳と前脳の不完全な分離、水頭症、および広範囲の重症度に関連する菱脳奇形、 脳 、Volume 135、Issue 5、2012年5月1日、Pages 1370-1386、 https： //doi.org /10.1093/ brain / aws065
- Tully、HM、Dempsey、JC、Ishak、GE、Adam、MP、Mink、JW、Dobyns、WB、Gospe、SM、Weiss、A.、Phillips、JO and Doherty、D。（2013）、Persistent figure-8および左右の頭の揺れは、菱脳シナプスのマーカーです。 Mov Disord。、28：2019-2023。 doi：10.1002 / mds.25634
- ポレッティ、アンドレア＆ディートリッヒアルバー、ファビエンヌ＆ブエルキ、サラ＆Pトーレ、サンドラ＆ボルトシャウザー、オイゲン。 （2008）。 菱脳シナプスの小児の認知結果。 小児神経学の欧州ジャーナル  ：EJPN   ：欧州小児神経学会の公式ジャーナル。 13. 28-33。 10.1016 / j.ejpn.2008.02.005。
- https://www.semanticscholar.org/paper/Isolated-rhomboencephalosynapsis-–-a-rare-anomaly-Paprocka-Jamroz/2fb11431e0c425c66ea3ec433ad4e964ec5ab239